# Jakob il bugiardo (film 1999)
Jakob il bugiardo (Jakob the Liar) è un film del 1999 diretto da Peter Kassovitz.
Tratto dall'omonimo romanzo di Jurek Becker, remake dell'omonimo film tedesco del 1975, s'inserisce nel filone tragicomico dedicato all'Olocausto, già trattato in film come La vita è bella e Train de vie - Un treno per vivere.

## Trama
Nel 1944 in una cittadina polacca occupata dai nazisti tedeschi, gli ultimi superstiti di un ghetto sopravvivono tra mille stenti, impiegati nei più disparati lavori ed evitando temporaneamente la tragica sorte dei campi di sterminio. Non avendo rispettato il coprifuoco, Jakob si trova nel Kommandantur e, mentre aspetta l'ufficiale nazista, ascolta alla radio la notizia dell'imminente arrivo delle truppe sovietiche alle porte della cittadina.
Aiutato a rientrare nel ghetto da una bambina scappata dal treno diretto ai campi, Jakob si trova a doversi prendere cura di lei, raccontandole delle storie per tenere viva la speranza. Si diffonde la notizia che Jakob ha una radio, nonostante ciò sia vietato, pena la morte. Questa notizia riaccende gli animi dei sopravvissuti, finiscono i suicidi e le persone sono invase da nuova speranza, così l'uomo deve sostenere il peso delle speranze, e inizia a inventare le notizie ascoltate alla radio. Si crea una resistenza e Jakob viene chiamato a fare, suo malgrado, la parte dell'eroe.
Venuta a conoscenza della detenzione illegale della radio, la Gestapo intima agli abitanti del ghetto di consegnarla, pena l'uccisione dei superstiti nel campo. Jakob si consegna, raccontando all'ufficiale della Gestapo che la radio non esiste, ma non prima di aver salutato la bambina e aver detto la verità al suo più caro amico, il barbiere. Egli inoltre chiede a Misha, l'uomo che ha diffuso la notizia della radio, di salvare Lina. Jakob viene torturato dalla Gestapo per farsi consegnare la sua radio. Una volta scoperta la verità l'ufficiale nazista costringe Jakob a smentire il fatto che possiede una radio davanti alla piazza, in cambio di uno sgombero ordinato del ghetto e un trasferimento nei campi, ma prima che egli possa riferire viene ucciso con un colpo di pistola sparato dal Generale Comandante.
Jakob racconta, da morto, che gli ultimi prigionieri rimasti furono deportati nei campi di sterminio per mezzo di uno dei famigerati treni e non furono più visti. Jakob tuttavia immagina che il convoglio sia stato intercettato dalle truppe sovietiche appena fuori dalla città, e che tutte le storie che ha raccontato - l'orchestra con cantanti americani, i carri armati - si siano avverate, con la conseguente salvezza di tutte le persone a cui ha dato speranza.

## Accoglienza
Il film è stato negativamente comparato a La vita è bella di Roberto Benigni. Il critico Roger Ebert scrisse: "Preferisco La vita è bella, che è chiaramente di fantasia, a Jakob il bugiardo, che è altrettanto inventato e manipolativo, ma finge di non esserlo (...) La sceneggiatura e la regia sono lugubri, mentre i personaggi marciano nei loro ruoli pomposi e spesso mal recitati verso una conclusione scontata."